# Lista de séries publicadas na Weekly Shonen Jump
|  |  |
|  |  |
|  |  |

Esta é uma lista das séries de mangá que foram publicadas na Weekly Shonen Jump. A lista está organizada em mês e ano da primeira publicação de cada série e destaca algumas séries de mangá notáveis publicadas na revista.
Títulos em negrito são séries com grande destaque na revista, por sua popularidade e vendas.

## Anos 1960

### 1968-1969
| Mangá                                           | Primeira publicação | Primeira publicação | Última publicação | Última publicação | Autor(es)/Autora(s) do mangá           |
| Mangá                                           | nº                  | ano                 | nº                | ano               | Autor(es)/Autora(s) do mangá           |
| ----------------------------------------------- | ------------------- | ------------------- | ----------------- | ----------------- | -------------------------------------- |
| Kujira Daigo (くじら大吾)                       | #1                  | 1968                | #11               | 1968              | Sachio Uemoto                          |
| Chichi no Tamashii (父の魂)                     | #1                  | 1968                | #44               | 1971              | Hiroshi Kaizuka                        |
| Ore wa Kamikaze (おれはカミカゼ)                | #4                  | 1968                | #13               | 1969              | Toshio Shoji                           |
| Manga Konto 55-go (漫画コント55号)              | #8                  | 1968                | #30               | 1970              | Naoya Kusumoto                         |
| Otoko no Jōken (男の条件)                       | #10                 | 1968                | #19               | 1969              | Ikki Kajiwara, Noboru Kawasaki         |
| Harenchi Gakuen (ハレンチ学園)                  | #11                 | 1968                | #41               | 1972              | Go Nagai                               |
| Otoko Ippiki Gaki-Taishō (男一匹ガキ大将)       | #11                 | 1968                | #13               | 1973              | Hiroshi Motomiya                       |
| Bakuhatsu Yarō (爆発野郎)                       | #1                  | 1969                | #14               | 1969              | Sachio Uemoto                          |
| Kurohige Tanteichō (黒ひげ探偵長)               | #6                  | 1969                | #19               | 1969              | George Akiyama                         |
| Kick-ō Sawamura Senpū (キック王沢村旋風)        | #7                  | 1969                | #11               | 1969              | Tetsuo Sudo, Kenji Abe                 |
| Kōsoku Espa (光速エスパー)                      | #9                  | 1969                | #30               | 1970              | Leiji Matsumoto (como Akira Matsumoto) |
| Twilight Zone (トワイライト・ゾーン)            | #11                 | 1969                | #14               | 1969              | Kotaro Komuro                          |
| Kakumeiji Gebara (革命児ゲバラ)                 | #14                 | 1969                | #16               | 1969              | Shintaro Miyawagi                      |
| Harō! Jurī (ハロー!ジュリー)                    | #15                 | 1969                | #7                | 1970              | Satoshi Ikezawa                        |
| Chōsensha Kēn (挑戦者ケーン)                    | #15                 | 1969                | #24               | 1969              | Sachio Uemoto                          |
| Katsu Made Nakuna! (勝つまで泣くな!)            | #15                 | 1969                | #19               | 1969              | Toshio Shoji                           |
| Moero! Guzumu (燃えろ!グズ六)                   | #16                 | 1969                | #18               | 1969              | Keiji Nakazawa                         |
| Muhōmatsu no Isshō (無法松の一生)               | #17                 | 1969                | #19               | 1969              | Hiroshi Asuna                          |
| Dōdō Yarō (どうどう野郎)                        | #20                 | 1969                | #10               | 1970              | Noboru Kawasaki                        |
| Delorinman (デロリンマン)                       | #20                 | 1969                | #39               | 1970              | George Akiyama                         |
| Mosa (モサ)                                     | #20                 | 1969                | #2-3              | 1970              | Tetsuya Chiba                          |
| Akatsuka Gag Shōtaiseki (赤塚ギャグ招待席)      | #20                 | 1969                | #6                | 1970              | Fujio Akatsuka, Mitsutoshi Furuya      |
| Ore to Omae to Aitsu (おれとおまえとあいつ)     | #22                 | 1969                | #12               | 1970              | Makoto Ippongi                         |
| Arakkure! (荒っくれ!)                           | #25                 | 1969                | #15               | 1970              | Sachio Uemoto                          |
| Otoko Nara Shōri no Uta wo! (男なら勝利の歌を!) | #26                 | 1969                | #4-5              | 1970              | Keiji Nakazawa                         |
| Hora Fugi Ichidai (ほらふき一代)                | #28                 | 1969                | #21               | 1970              | Kenji Morita                           |

## 1970s

### 1970-1971
| Mangá                                                    | Primeira publicação | Última publicação | Autor(es)/Autora(s) do mangá                       |
| -------------------------------------------------------- | ------------------- | ----------------- | -------------------------------------------------- |
| Animal Kyūjō (アニマル球場)                              | #1, 1970            | #13, 1970         | Haruna Mayuzuki                                    |
| Nusutto (ヌスット)                                       | #4-5, 1970          | #38, 1970         | Bancho Kano                                        |
| Nana〇Shiki Sentōjutsu (七〇式戦闘機)                    | #4-5, 1970          | #7, 1970          | Haruna, Mayuzuki, Fuyuki Fujii                     |
| Kasane (かさね)                                          | #6, 1970            | #11, 1970         | Ryoichi Ikegami                                    |
| Siberia no Kiba (シベリアの牙)                           | #7, 1970            | #16, 1970         | Koichi Ikenai                                      |
| Ore wa Kebatetsu! (おれはケバ鉄!)                        | #8, 1970            | #33, 1970         | Fujio Akatsuka                                     |
| Totsugeki Ramen (突撃ラーメン)                           | #10, 1970           | #22, 1970         | Michiya Mochizuki                                  |
| Worst (ワースト)                                         | #11, 1970           | #34, 1971         | Kotaro Komuro                                      |
| Ankoku Rettō (暗黒列島)                                  | #12, 1970           | #14, 1971         | Koji Asaoka                                        |
| Arashi! San-piki (あらし!三匹)                           | #13, 1970           | #23, 1973         | Satoshi Ikezawa                                    |
| Sennen Ōkoku (千年王国)                                  | #14, 1970           | #43, 1970         | Shigeru Mizuki                                     |
| Namida no Gyakuten Homer (涙の逆転ホーマー)              | #16, 1970           | #18, 1970         | Haruna Mayuzuki                                    |
| Geppare! Ōta-Tōshu (ケッパレ!太田投手)                   | #18, 1970           | #27, 1970         | Shinobu Natsuki, Shinji Mizushima, Kokichi Ikazaki |
| 1970 Tagiri (1970たぎり)                                 | #19, 1970           | #35, 1970         | Kae Sawaki, Kenji Nanba                            |
| Issho Nikatsu Ippai (人生二勝一敗)                       | #20, 1970           | #13, 1971         | Ikki Kajiwara, Ikeo Ikiri                          |
| Kyūsoku 0.25-Pyō! (球速0.25秒!)                          | #21, 1970           | #30, 1970         | Shiro Tozaki, Haruna Mayuzuki                      |
| Okinawa (オキナワ)                                       | #22, 1970           | #28, 1970         | Keiji Nakazawa                                     |
| Inochi Girigiri (命ぎりぎり)                             | #23, 1970           | #24, 1970         | Joya Kagemaru                                      |
| Akagami no Ōkami (赤毛の狼)                              | #26, 1970           | #29, 1970         | Hiroshi Asuna                                      |
| Kajiko (カジコ)                                          | #29, 1970           | #31, 1970         | Kenji Abe, Yoko                                    |
| Manga Drifters (漫画ドリフターズ)                        | #31, 1970           | #46, 1975         | Arima Eimoto                                       |
| Dokonjō Gaeru (ど根性ガエル)                             | #31, 1970           | #24, 1976         | Yasumi Yoshizawa                                   |
| Yoake no Tategami (夜明けのタテガミ)                     | #33, 1970           | #47, 1970         | Koichi Ikeuchi                                     |
| Black Pro Fighter Takeru (ブラックプロファイター タケル) | #36, 1970           | #45, 1970         | Taro Bonten                                        |
| Akuma no Mizu (悪魔の水)                                 | #38, 1970           | #39, 1970         | Yukio Shinohara                                    |
| Toilet Hakase (トイレット博士)                           | #39, 1970           | #14, 1977         | Kazuyoshi Torii                                    |
| Genyaku Seisho (現約聖書)                                | #41, 1970           | #23, 1971         | George Akiyama                                     |
| Guts 4 (ガッツ4)                                         | #42, 1970           | #46, 1970         | Kai Takizawa, Keiji Yoshitani                      |
| Jambo Yarō (ジャンボ野郎)                                | #45, 1970           | #47, 1970         | Kenji Abe                                          |
| Aitsu! (あいつ!)                                         | #46, 1970           | #32, 1971         | Hisao Maki, Itsuo Sakai                            |
| Kirisakareta Seishun (切りさかれた青春)                  | #47, 1970           | #11, 1971         | Saho Sasazawa, Shiro Kasama                        |
| Ashita wa Tsukameru ka (明日はつかめるか)                | #48, 1970           | #7, 1971          | Toru Shinohara                                     |
| Wakai Kaze (若い嵐)                                      | #52, 1970           | #3-4, 1971        | Keiji Nakazawa                                     |
| Ningen no Jōken (人間の条件)                             | #5-6, 1971          | #17, 1971         | Junbei Gomikawa, Kenji Abe                         |
| Ikari no Mound (怒りのマウンド)                          | #7, 1971            | #16, 1971         | Shinobu Natsuki, Takashi Mine                      |
| ProWres Sōsamō (プロレス捜査網)                          | #8, 1971            | #18, 1971         | Haruna Mayuzuki                                    |
| Lion Books II (ライオンブックスシリーズ)                 | #13, 1971           | #10, 1973         | Osamu Tezuka                                       |
| Bijōmaru (美女丸)                                        | #14, 1971           | #20, 1971         | Zennosuke Tanaka                                   |
| Kīgāru (キーガール)                                      | #16, 1971           | #35, 1971         | Toru Shinohara                                     |
| Guzumu Kōshinkyoku (グズ六行進曲)                        | #18, 1971           | #2, 1972          | Keiji Nakazawa                                     |
| Japasshu (ジャパッシュ)                                  | #20, 1971           | #44, 1971         | Mikiya Mochizuki                                   |
| 4 Tarō 1 Hime (4タロウ1ヒメ)                             | #21, 1971           | #35, 1971         | Yoshimoto Baron                                    |
| Nekketsu-dan (ネッけつ団)                                | #32, 1971           | #34, 1971         | Go Nagai                                           |
| Black Eagle (ブラックイーグル)                           | #33, 1971           | #36, 1971         | Mirai Sunny, Kenji Abe                             |
| Bara no Sakamichi (ばらの坂道)                           | #34, 1971           | #20, 1972         | George Akiyama                                     |
| V no Kuchibue (Vの口笛)                                  | #35, 1971           | #49, 1971         | Shiro Tozaki, Takumi Nagayasu                      |
| Samurai Giants (侍ジャイアンツ)                          | #36, 1971           | #47, 1974         | Ikki Kajiwara, Ko Inoue                            |
| Seishun Saizensen (青春最前線)                           | #37, 1971           | #40, 1971         | Norihiro Nakajima                                  |
| Kōya no Shōnen Isamu (荒野の少年イサム)                  | #38, 1971           | #2, 1974          | Soji Yamakawa, Noboru Kawasaki                     |
| Yami no Senshi (闇の戦士)                                | #45, 1971           | #7, 1972          | Kotaro Komuro                                      |
| Zūzūshī Yatsu (ずうずうしい奴)                           | #49, 1971           | #7, 1972          | Renzaburo Shibata , Yuichi Sakahara, Itsuo Sakai   |
| Head! Kiba (ヘッド!牙)                                   | #52, 1971           | #2, 1972          | Mikiya Mochizuki                                   |

### 1972-1973
| Mangá | Primeira publicação | Última publicação | Autor(es)/Autora(s) do mangá     |
| --- | ------------------- | ----------------- | -------------------------------- |
| Ore wa Ryū (おれは竜)                                                                                              | #2, 1972            | #10, 1972         | Yoshimoto Baron                  |
| Renshō Yaro (連勝野郎)                                                                                             | #3-4, 1972          | #11, 1972         | Mikio Yoshimori                  |
| Takekura (武蔵) | #5, 1972            | #29, 1972         | Hiroshi Motomiya                 |
| Hop Step (ホップステップ)                                                                                          | #9, 1972            | #3, 1973          | Yoshinori Takayama               |
| Sore Ike Jump de Young Oh! Oh! (それいけジャンプでヤングおー!おー!)                                                | #10, 1972           | #30, 1974         | Nao Miyanobu                     |
| Mysterious (ミステリオス)                                                                                          | #18, 1972           | #38, 1972         | Kotaro Komuro                    |
| Shōnen no Kuni (少年の国)                                                                                          | #19, 1972           | #50, 1972         | Yuichi Sakahara, Goro Sakai      |
| Kuso Bōzu Guntetsu (クソ坊主ガン鉄)                                                                                | #26, 1972           | #36, 1972         | Jiro Gyu, Ko Temu                |
| Akukamen (悪仮面)                                                                                                  | #28, 1972           | #30, 1972         | Kotaro Takano                    |
| The Kicker (ザ・キッカー)                                                                                          | #32, 1972           | #38, 1972         | Mikiya Mochizuki                 |
| Astro Kyūdan (アストロ球団)                                                                                        | #39, 1972           | #26, 1976         | Shiro Tozaki, Norihiro Nakajima  |
| Moete Hashire! (燃えて走れ!)                                                                                       | #40, 1972           | #49, 1972         | Kureo Iwagasaki, Motoka Murakami |
| Boku no Dōbutsuen Nikki Ueno Dōbutsuen • Nishiyama Toshio Hanseiki (ぼくの動物園日記 上野動物園・西山登志雄半生記) | #41, 1972           | #1, 1975          | Toshio Nishiyama, Koichi Iimori  |
| Mazinger Z (マジンガーZ)                                                                                           | #42, 1972           | #35, 1973         | Go Nagai                         |
| Spike No. 1 (スパイクNo.1)                                                                                         | #53, 1972           | #12, 1973         | Goro Okatani, Takeru Mitsuaki    |
| Dream Kamen (ドリーム仮面)                                                                                         | #2, 1973            | #36, 1973         | Shigeru Nakamoto                 |
| Outer Lek (アウターレック)                                                                                         | #3, 1973            | #27, 1973         | Kotaro Komuro                    |
| Wa ga Tomo wa Noraki (わが輩はノラ公)                                                                              | #8, 1973            | #27, 1973         | Noriko Kikuchi                   |
| Kisshi (鬼っ子) | #24, 1973           | #47, 1973         | Satoshi Ikezawa                  |
| Hadashi no Gen (はだしのゲン)                                                                                      | #25, 1973           | #39, 1974         | Keiji Nakazawa                   |
| Climb Sweeper (クライム・スイーパー)                                                                               | #26, 1973           | #40, 1973         | Buronson, Goro Sakai             |
| Play Ball (プレイボール)                                                                                           | #27, 1973           | #31, 1978         | Akio Chiba                       |
| Hōchōnin Ajihei (包丁人味平)                                                                                       | #28, 1973           | #45, 1977         | Jiro Gyu, Jō Biggu               |
| Taiyō no Shima (太陽の島)                                                                                          | #36, 1973           | #45, 1973         | Gensu Karatsu, Ko Temu           |
| Ōbora Ichidai (大ぼら一代)                                                                                         | #37, 1973           | #28, 1975         | Hiroshi Motomiya                 |
| Hai ni Naru Shōnen (灰になる少年)                                                                                  | #39, 1973           | #49, 1973         | George Akiyama                   |
| Sora no Shiro (空の城)                                                                                             | #46, 1973           | #2, 1974          | Motoka Murakami                  |
| Onna Darake (女だらけ)                                                                                             | #47, 1973           | #45, 1975         | Kimio Yanagisawa                 |

### 1974-1975
| Mangá                                   | Primeira publicação | Última publicação | Autor(es)/Autora(s) do mangá   |
| --------------------------------------- | ------------------- | ----------------- | ------------------------------ |
| Kaze! Hana! Tatsu! (風!花!龍!)          | #3, 1974            | #31, 1974         | Satoshi Ikezawa                |
| Pink! Punch! Tadashi (ピンク!パンチ!雅) | #4-5, 1974          | #17, 1974         | Buronson, Goro Sakai           |
| Dohazure Tenkaichi (どはずれ天下一)     | #6-7, 1974          | #35, 1974         | George Akiyama                 |
| Moero! Benten (もえろ!弁天)             | #32, 1974           | #2, 1975          | Nao Miyanobu                   |
| Yokai Hunter (妖怪ハンター)             | #37, 1974           | #41, 1974         | Daijiro Morohoshi              |
| Sukeban Arashi (スケ番あらし)           | #39, 1974           | #42, 1975         | Masami Kurumada                |
| Goronbo Isha (ごろんぼ医者)             | #42, 1974           | #51, 1974         | Yoshinori Takayama             |
| Honō no Kyojin (炎の巨人)               | #43, 1974           | #47, 1975         | Shiro Mitsue, Ryoji Ryuzaki    |
| Tomodachi Gakuen (友だち学園)           | #44, 1974           | #48, 1974         | Saburo Ishikawa                |
| Circuit no Ōkami (サーキットの狼)       | #1, 1975            | #32, 1979         | Satoshi Ikezawa                |
| Kawaī Gambler (かわいいギャンブラー)    | #2, 1975            | #40, 1975         | Kazuyoshi Katsuki              |
| Hana Mo Arashi Mo (花も嵐も)            | #3-4, 1975          | #38, 1975         | Ikki Kajiwara, Noboru Kawasaki |
| Tora no Racer (虎のレーサー)            | #21, 1975           | #34, 1975         | Motoka Murakami                |
| Yūjō Gakuen (友情学園)                  | #35, 1975           | #37, 1975         | Kontaro                        |
| Doberman Deka (ドーベルマン刑事)        | #36, 1975           | #48, 1979         | Buronson, Shinji Hiramatsu     |
| Gakuen Yorozuya (学園よろず屋)          | #40, 1975           | #3-4, 1976        | Yoshinori Takayama             |
| Edokko Taa-chan (江戸っ子辰ちゃん)      | #41, 1975           | #43, 1975         | Wataru Sagawa                  |
| Zero no Shirataka (ゼロの白鷹)          | #42, 1975           | #25, 1976         | Hiroshi Motomiya               |
| 1•2 no Ahho!! (1・2のアッホ!!)          | #43, 1975           | #21, 1978         | Kontaro                        |

### 1976-1977
| Mangá                                                                            | Primeira publicação | Última publicação | Autor(es)/Autora(s) do mangá         |
| -------------------------------------------------------------------------------- | ------------------- | ----------------- | ------------------------------------ |
| Blue City (ブルーシティー)                                                       | #2, 1976            | #21, 1976         | Yukinobu Hoshino                     |
| Onsen Boy (温泉ボーイ)                                                           | #3-4, 1976          | #20, 1976         | Kimio Yanagisawa                     |
| Akutare Kyojin (悪たれ巨人)                                                      | #5-6, 1976          | #9, 1980          | Yoshihiro Takahashi                  |
| Satellite no Niji (サテライトの虹)                                               | #7, 1976            | #33, 1976         | Kaoru Akimoto, Tadashi Kato          |
| Ankoku Shinwa (暗黒神話)                                                         | #20, 1976           | #25, 1976         | Daijiro Morohoshi                    |
| ProWres tai Jūdō (プロレス対柔道)                                                | #21, 1976           | #26, 1976         | Yasuo Sakurai, Ryoji Ryuzaki         |
| Hoankan Jō (保安官ジョー)                                                        | #26, 1976           | #37, 1976         | Toshiaki Matsushima, Eijiro Sawamoto |
| Neppu no Tora (熱風の虎)                                                         | #27, 1976           | #9, 1977          | Motoka Murakami                      |
| Tōdai Icchokusen (東大一直線)                                                    | #28, 1976           | #45, 1979         | Yoshinori Kobayashi                  |
| Peranmē Holmes (べらんめえホームズ)                                              | #29, 1976           | #43, 1976         | Yasumi Yoshizawa                     |
| Boronbo-sensei (ボロンボ先生)                                                    | #30, 1976           | #40, 1976         | Wataru Sakawa                        |
| Condor no Tsubasa (コンドルの翼)                                                 | #31, 1976           | #45, 1976         | Norihiro Nakajima                    |
| Yon-chome no Kaijin-kun (四丁目の怪人くん)                                       | #34, 1976           | #16, 1977         | Takeshi Matsutani                    |
| Jitsuroku Kyojin-dai Monogatari (実録巨人軍物語)                                 | #35, 1976           | #52, 1976         | Kensei Yoshida, Ryoji Ryuzaki        |
| Hokuto no Kishi (北斗の騎士)                                                     | #41, 1976           | #3, 1977          | Shiro Tozaki, Ippei Minami           |
| Kochira Katsushika-ku Kameari Kōen-mae Hashutsujo (こちら葛飾区亀有公園前派出所) | #42, 1976           | present           | Osamu Akimoto                        |
| U.F.O. Kari (UFO狩り)                                                            | #1, 1977            | #4, 1977          | Kosuke Mitsuki                       |
| Ring ni Kakero (リングにかけろ)                                                  | #2, 1977            | #44, 1981         | Masami Kurumada                      |
| Yami no Tōbōi (闇の逃亡医)                                                       | #7, 1977            | #30, 1977         | Kiyoshi Takayama, Tadashi Kato       |
| Asatarō-den (朝太郎伝)                                                           | #8, 1977            | #15, 1977         | Norihiro Nakajima                    |
| Yacchin (やっちん)                                                               | #15, 1977           | #29, 1977         | Yasumi Yoshizawa                     |
| Jump Minwa Gekijō (JUMP民話劇場)                                                 | #16, 1977           | #31, 1977         | Jizo Tanuki, Toshi Noma              |
| Jambo de Gomen Nasutte (ジャンボでごめんなすって)                                | #21, 1977           | #29, 1977         | Jin Inoue                            |
| Hole in One (ホールインワン)                                                     | #23, 1977           | #49, 1979         | Takeji Kagami, Tatsuo Kanai          |
| Shiroi Kairyudo (白い狩人)                                                       | #31, 1977           | #41, 1977         | Shiro Tozaki, Masaharu Kojima        |
| Yūkari no Moku no Moto de (ユーカリの木のもとで)                                 | #32, 1977           | #42, 1977         | Keiji Nakazawa                       |
| Big 1 (BIG1)                                                                     | #33, 1977           | #52, 1977         | Masatoshi Suzuki                     |
| Kaiki Manatsu no Yawa (怪奇真夏の夜話)                                           | #35, 1977           | #41, 1977         | Toshi Noma                           |
| Susume!! Pirates (すすめ!!パイレーツ)                                            | #41, 1977           | #46, 1980         | Hisashi Eguchi                       |
| Kyojin-tachi no Densetsu (巨人たちの伝説)                                        | #42, 1977           | #48, 1977         | Yukinobu Hoshino                     |
| Kōshi Ankoku Den (孔子暗黒伝)                                                    | #50, 1977           | #9, 1978          | Daijiro Morohoshi                    |

### 1978-1979
| Mangá | Primeira publicação | Última publicação | Autor(es)/Autora(s) do mangá       |
| --- | ------------------- | ----------------- | ---------------------------------- |
| Pinboke Shata (ピンボケ写太)                                                                                   | #1, 1978            | #29, 1978         | Jo Biggu                           |
| Kazoku Dōbutsuen (家族動物園)                                                                                  | #2, 1978            | #23, 1978         | Koichi Iimori                      |
| Sawayaka Mantarō (さわやか万太郎)                                                                              | #3-4, 1978          | #39, 1979         | Hiroshi Motomiya                   |
| Keisatsuinu Monogatari Keishichō • Kanshikika Amano Shigeo Funtōki (警察犬物語 警視庁・鑑識課雨野しげお奮闘記) | #21, 1978           | #41, 1979         | Kosuke Mitsuki, Saburo Ishikawa    |
| Kaitei Poseidon (怪艇ポセイドン)                                                                               | #22, 1978           | #30, 1978         | Takeshi Matsutani                  |
| Karate Inochi (カラテいのち)                                                                                   | #30, 1978           | #44, 1978         | Hisao Maki, Takashi Nishioka       |
| Inochi Mikoto (命 MIKOTO)                                                                                      | #31, 1978           | #41, 1978         | Kotaro Komuro                      |
| Rock 'n Roll Baseball (ロックンロールベースボール)                                                             | #32, 1978           | #42, 1978         | Seido Takeshi, Kazuo Miyazaki      |
| Ruse! Ruse!! (ルーズ!ルーズ!!)                                                                                 | #42, 1978           | #9, 1979          | Kontaro                            |
| Watari Kyōshi (渡り教師)                                                                                       | #43, 1978           | #2, 1979          | Yoshinori Takayama, Kenichi Kotani |
| Bikubiku Nyanko (びくびくニャンコ)                                                                             | #44, 1978           | #1, 1979          | Kazuo Ohei                         |
| Cobra (コブラ)                                                                                                 | #45, 1978           | #48, 1984         | Buichi Terasawa                    |
| Studio Help (スタジオHELP)                                                                                     | #3-4, 1979          | #17, 1979         | Jo Biggu                           |
| Yasei no Bible (野生のバイブル)                                                                                | #5, 1979            | #18, 1979         | Masaharu Kojima                    |
| Gō Shūto Seishun Nikki Go☆Shoot (剛秀人青春日記 GO☆シュート)                                                   | #18, 1979           | #20, 1980         | Takeshi Miya                       |
| Sky Eagle (スカイイーグル)                                                                                     | #19, 1979           | #30, 1979         | Shiro Tozaki, Yoshikazu Kawajima   |
| Sasurai Kishidō (さすらい騎士道)                                                                               | #20, 1979           | #31, 1979         | Hirotoku Nakajima                  |
| Shiritsu Kiwamemichi Kōkō (私立極道高校)                                                                       | #21, 1979           | #11, 1980         | Akira Miyashita                    |
| Kinnikuman (キン肉マン)                                                                                        | #22, 1979           | #21, 1987         | Yudetamago                         |
| Tennis Boy (テニスボーイ)                                                                                      | #31, 1979           | #9, 1980          | Satoshi Terajima, Kenichi Kotani   |
| Kurokitaka (黒き鷹)                                                                                            | #33, 1979           | #42, 1979         | Kontaro                            |
| ℅℅Ohayō Mimi-chan]] (おはようミミちゃん)                                                                       | #34, 1979           | #36, 1979         | Tatsuro Harada                     |
| Aapare Ikka (あっぱれ一家)                                                                                     | #40, 1979           | #42, 1979         | Hiroyuki Kobayashi                 |
| Rajikon Sensō (ラジコン戦争)                                                                                   | #41, 1979           | #9, 1980          | James Takaki, Yoshikazu Kawajima   |
| Netsukyū Suikoden (熱球水滸伝)                                                                                 | #42, 1979           | #52, 1979         | Norihiro Nakajima                  |
| Massugu ga Iku (真直がいく)                                                                                    | #43, 1979           | #1, 1980          | Mushitaro Kabuto                   |
| Futari no Dābī (ふたりのダービー)                                                                              | #44, 1979           | #18, 1980         | Tsukasa Tanaka                     |
| Mannenyuki no Mieru Ie (万年雪のみえる家)                                                                      | #46, 1979           | #17, 1980         | Hiroshi Motomiya                   |

## 1980s

### 1980-1984
| Mangá                                                              | Primeira publicação | Última publicação                    | Autor(es)/Autora(s) do mangá          |
| ------------------------------------------------------------------ | ------------------- | ------------------------------------ | ------------------------------------- |
| Rikki Typhoon (リッキー台風)                                       | #1, 1980            | #31, 1980                            | Shinji Hiramatsu                      |
| Izumi-chan Graffiti (いずみちゃんグラフティー)                     | #2, 1980            | #40, 1980                            | Tatsuo Kanai                          |
| Diamond Star (ダイヤモンドスター)                                  | #3-4, 1980          | #22, 1980                            | Satoshi Ikezawa                       |
| Dr. Slump (Dr. スランプ)                                           | #5-6, 1980          | #39, 1984                            | Akira Toriyama                        |
| Otoko no Tabidachi (男の旅立ち)                                    | #19, 1980           | #18, 1981                            | Yoshihiro Takahashi                   |
| Deguchi Kyodai Funsenki (出口兄弟奮戦記)                           | #20, 1980           | #32, 1980                            | Katsuyuki Edamatsu                    |
| Big Gun (ビッグガン)                                               | #21, 1980           | #30, 1980                            | Buronson, Motoki Monda                |
| erro em {{japonês}}: Texto em japonês ou romaji necessário (ajuda) | #22, 1980           | #39, 1980                            | Tsukasa Tanaka, Issho Kabuki          |
| Yamasaki Ginjiro (山崎銀次郎)                                      | #23, 1980           | #16, 1981                            | Hiroshi Motomiya                      |
| One Man Army (ワンマンアーミー)                                    | #24, 1980           | #33, 1980                            | K-San Maekawa                         |
| Showup High School (ショーアップ・ハイスクール)                    | #31, 1980           | #41, 1980                            | Hitoshi Tanimura                      |
| Aa Ichiro (ああ一郎)                                               | #32, 1980           | #19, 1981                            | Koji Koseki                           |
| Mound no Inazuma (マウンドの稲妻)                                  | #33, 1980           | #42, 1980                            | Gosseji                               |
| Bōsō Hunter (暴走ハンター)                                         | #34, 1980           | #47, 1980                            | Kazuhisa Kasai, Ryuji Tsugihara       |
| Geki! Gokutora Ikka (激!!極虎一家)                                 | #35, 1980           | #44, 1982                            | Akira Miyashita                       |
| Ōgon no Bantam (黄金のバンタム)                                    | #40, 1980           | #2-3, 1981                           | Yoshinori Takayama, Norihiro Nakajima |
| Sannen Kimen-gumi (3年奇面組)                                      | #41, 1980           | #17, 1982                            | Motoei Shinzawa                       |
| Boku-tachi no Sensen (ぼくたちの戦線)                              | #42, 1980           | #46, 1980                            | Izumi Aburai                          |
| Bun no Ao Shun! (ブンの青シュン!)                                  | #43, 1980           | #52, 1981                            | Takeshi Miya                          |
| Mario (マリオ)                                                     | #47, 1980           | #8, 1981                             | Akira Nakahara, Yasuyuki Kitahara     |
| erro em {{japonês}}: Texto em japonês ou romaji necessário (ajuda) | #4-5, 1981          | #17, 1981                            | Jin Nishima                           |
| Hinomaru Gekijō (ひのまる劇場)                                     | #6, 1981            | #29, 1981                            | Hisashi Eguchi                        |
| Forever Kamiko-kun (フォーエバー神児くん)                          | #17, 1981           | #46, 1981                            | Tsuyuki Edamatsuka                    |
| Captain Tsubasa (キャプテン翼)                                     | #18, 1981           | #22, 1988                            | Yoichi Takahashi                      |
| Fine Play (ファインプレー)                                         | #19, 1981           | #28, 1981                            | Geki Fujimori, Masato Yamaguchi       |
| Makenshi (魔剣士)                                                  | #20, 1981           | #32, 1981                            | Sachio Umemoto, Motoki Monma          |
| Rock 'n Roll Monogatari (ロックンロール物語)                       | #21, 1981           | #30, 1981                            | Makoto Nakahara, Kazuhira Minami      |
| Guts Try (ガッツトライ)                                            | #29, 1981           | #38, 1981                            | Tsukasa Tanaka                        |
| Super Police (スーパーポリス)                                      | #30, 1981           | #40, 1981                            | Hitoshi Tanimura                      |
| Kaidō Racer GO (街道レーサーGO)                                    | #31, 1981           | #53, 1981                            | Satoshi Ikezawa                       |
| Shaka no Musuko (シャカの息子)                                     | #32, 1981           | #50, 1981                            | George Akamiya                        |
| Gal ga Rival (ギャルがライバル)                                    | #33, 1981           | #18, 1982                            | K-San Maekawa                         |
| Aozora Fishing (青空フィッシング)                                  | #34, 1981           | #24, 1982                            | Hiroichi Fuse, Yoshihiro Takahashi    |
| Kōshien no Ōkami (甲子園の狼)                                      | #36, 1981           | #39, 1981                            | Ryoji Ryuzaki                         |
| Cat's♥Eye (キャッツ♥アイ)                                          | #40, 1981           | #44, 1984                            | Tsukasa Hojo                          |
| Stop!! Hibari-kun! (ストップ!! ひばりくん!)                        | #45, 1981           | #51, 1983                            | Hisashi Eguchi                        |
| Black Angels (ブラック・エンジェルズ)                              | #46, 1981           | #23, 1985                            | Shinji Hiramatsu                      |
| Ikaros no Ken (イカロスの拳)                                       | #47, 1981           | #5, 1982                             | Keiji Natsume                         |
| Commander 0 (コマンダー0)                                          | #53, 1981           | #16, 1981                            | Jun Tomizawa                          |
| Scram (スクラム)                                                   | #1-2, 1982          | #13, 1982                            | Koji Koseki                           |
| Gomen Kudasai!! Alligator (ごめんください!! アリゲーター)          | #1-2, 1982          | #5, 1982                             | Hiroshi Aro                           |
| Fūma no Kojirō (風魔の小次郎)                                      | #3-4, 1982          | #49, 1983                            | Masami Kurumada                       |
| Kick Off (キックオフ)                                              | #5, 1982            | #50, 1983                            | Taku Chiba                            |
| High School! Kimengumi (ハイスクール!奇面組)                       | #18, 1982           | #30, 1987                            | Motoei Shinzawa                       |
| The Fighter (THEファイター)                                        | #18, 1982           | #31, 1982                            | Toshio Taniue                         |
| Yoroshiku Haruichiban (よろしく春一番)                             | #19, 1982           | #30, 1982                            | Norihiro Nakajima                     |
| Cosmos End (コスモスエンド)                                        | #20, 1982           | #32, 1982                            | Toshio Kasahara (como Kasahara Tom)   |
| Wing Shot (ウイニングショット)                                     | #21, 1982           | #43, 1982                            | Kenichi Kotani                        |
| Omisore! Toloburijō (おみそれ!トラぶりっ娘)                        | #26, 1982           | #35, 1982                            | Hiroshi Aro                           |
| Scandoll (スキャンドール)                                          | #3, 1983            | #39, 1983                            | Kenichi Kotani                        |
| Aa! Bishamon Kōkō (嗚呼!!毘沙門高校)                               | #4, 1983            | #25, 1983                            | Akira Miyashita                       |
| Wingman (ウイングマン)                                             | #5-6, 1983          | #39, 1985                            | Masakazu Katsura                      |
| Can☆Can Every Day (CAN☆キャンえぶりでい)                           | #15, 1983           | #26, 1983 (movido para a Fresh Jump) | Hisashi Tanaka (como Hisuwashi)       |
| Mad Dog (マッドドッグ)                                             | #22, 1983           | #31, 1983                            | Buronson, Kei Takazawa                |
| Shape Up Ran (シェイプアップ乱)                                    | #26, 1983           | #1-2, 1986                           | Masaya Tokuhiro                       |
| Tenchi wo Kurau (天地を喰らう)                                     | #27, 1983           | #38, 1984                            | Hiroshi Motomiya                      |
| Albatross Tonda (アルバトロス飛んだ)                               | #32, 1983           | #42, 1983                            | Akira Nakahara, Motoki Monda          |
| Hokuto no Ken (北斗の拳)                                           | #41, 1983           | #35, 1988                            | Buronson, Tetsuo Hara                 |
| Mashōnen B.T. (魔少年ビーティー)                                   | #42, 1983           | #51, 1983                            | Hirohiko Araki                        |
| Ashita Tenpei (あした天兵)                                         | #43, 1983           | #14, 1984                            | Juzo Yamasaki, Hideaki Hataji         |
| Ginga -Nagareboshi Gin- (銀牙 -流れ星 銀-)                         | #50, 1983           | #13, 1987                            | Yoshihiro Takahashi                   |
| Kikai Senshi Girufā (機械戦士ギルファー)                           | #51, 1983           | #13, 1984                            | Motohiro Nishio, Koji Maki            |
| Bogī The Great (ボギー THE GREAT)                                  | #52, 1983           | #30, 1984                            | Akira Miyashita                       |
| Mr. Whitey (Mr.ホワイティ)                                         | #14, 1984           | #23, 1984                            | Ken Kitashiba, Tetsuya Saruwatari     |
| Kimagure Orange Road (きまぐれオレンジ☆ロード)                     | #15, 1984           | #42, 1987                            | Izumi Matsumoto                       |
| Tottemo Shōnen Kantenkai (とっても少年探検隊)                      | #20, 1984           | #27, 1984                            | Hiroshi Aro                           |
| Kid (KID)                                                          | #22, 1984           | #40, 1984                            | Kenichi Kotani                        |
| Killer Boy (キラーBOY)                                             | #28, 1984           | #43, 1984                            | Masatori Usune                        |
| Otokozaka (男坂)                                                   | #32, 1984           | #12, 1985                            | Masami Kurumada                       |
| Ama Gonzui (海人ゴンズイ)                                          | #40, 1984           | #50, 1984                            | George Akiyama                        |
| Gakuen Jōbōbu H.I.P. (ガクエン情報部H.I.P.)                        | #44, 1984           | #22, 1985                            | Jun Tomizawa                          |
| Baō Raihōsha (バオー来訪者)                                        | #45, 1984           | #11, 1985                            | Hirohiko Araki                        |
| Dragon Ball (DRAGON BALL)                                          | #51, 1984           | #25, 1995                            | Akira Toriyama                        |
| Bakudan (ばくだん)                                                 | #52, 1984           | #30, 1985                            | Hiroshi Motomiya                      |

### 1985-1989
| Mangá                                                                                    | Primeira publicação | Última publicação                                | Autor(es)/Autora(s) do mangá                             |
| ---------------------------------------------------------------------------------------- | ------------------- | ------------------------------------------------ | -------------------------------------------------------- |
| Mister Lion (ミスターライオン)                                                           | #12, 1985           | #21, 1985                                        | Shinobu Onishi                                           |
| City Hunter (CITY HUNTER)                                                                | #13, 1985           | #50, 1991                                        | Tsukasa Hojo                                             |
| Tsuide ni Tonchinkan (ついでにとんちんかん)                                              | #14, 1985           | #22, 1989                                        | Koichi Endo                                              |
| Sakigake!! Otokojuku (魁!!男塾)                                                          | #22, 1985           | #35, 1991                                        | Akira Miyashita                                          |
| Sumomo (すもも SUMOMO)                                                                   | #23, 1985           | #32, 1985                                        | Shun Amanuma                                             |
| Tobu Kyōshitsu (飛ぶ教室)                                                                | #24, 1985           | #38, 1985                                        | Tsutomu Hiramatsu                                        |
| Black Knight Bat (BLACK KNIGHT バット)                                                   | #31, 1985           | #40, 1985                                        | Buichi Terasawa                                          |
| Just Ace (ジャストACE)                                                                   | #32, 1985           | #41, 1985                                        | Hiroki Inoue                                             |
| Wolf ni Kiss (ウルフにKISS)                                                              | #39, 1985           | #51, 1985                                        | Hiro Terashima, Kenichi Kotani                           |
| Surely!! (ショーリ!!)                                                                    | #40, 1985           | #52, 1985                                        | Taku Chiba                                               |
| Road Runner (ロードランナー ROAD RUNNER)                                                 | #41, 1985           | #12, 1986                                        | Ryuji Tsugihara                                          |
| Love and Fire (ラブ&ファイヤー)                                                          | #51, 1985           | #13, 1986                                        | Shinji Hiramatsu                                         |
| Chōkidōin Vander (超機動員ヴァンダー)                                                    | #52, 1985           | #21, 1986                                        | Masakazu Katsura                                         |
| Saint Seiya (聖闘士星矢)                                                                 | #1-2, 1986          | #49, 1990                                        | Masami Kurumada                                          |
| Uwasa no Boy (うわさのBOY)                                                               | #3-4, 1986          | #22, 1986                                        | Nonki Miyasu                                             |
| Sekiryūō (赤龍王)                                                                        | #13, 1986           | #12, 1987 (movido para a Super Jump)             | Hiroshi Motomiya                                         |
| Animal Kenshi (アニマル拳士)                                                             | #14, 1986           | #23, 1986                                        | Shoichi Yagihashi                                        |
| Tāheruana Atsuko (ターヘルアナ富子)                                                      | #22, 1986           | #36, 1986                                        | Masaya Tokuhiro                                          |
| Hanattare Boogie (はなったれBoogie)                                                      | #23, 1986           | #31, 1986                                        | Makoto Isshiki                                           |
| Metal K (メタルK)                                                                        | #24, 1986           | #33, 1986                                        | Koji Maki                                                |
| Sasuke Ninden (サスケ忍伝)                                                               | #32, 1986           | #41, 1986                                        | Yoshihiro Kuroiwa                                        |
| Sora no Canvas (空のキャンバス)                                                          | #33, 1986           | #41, 1987                                        | Shinji Imaizumi                                          |
| Hustle Kenpō Tsuyoshi (ハッスル拳法つよし)                                               | #37, 1986           | #46, 1986                                        | Tsutoshi Hiramatsu                                       |
| Kuon... (くおん…)                                                                        | #42, 1986           | #52, 1986                                        | Hiroyuki Kawashima                                       |
| Kenritsu Umisora Kōkō Yakyū Buin Yamashita Tarō-kun (県立海空高校野球部員山下たろーくん) | #44, 1986           | #32, 1990                                        | Koji Koseki                                              |
| Kirara (キララ)                                                                          | #47, 1986           | #11, 1987                                        | Shinji Hiramatsu                                         |
| Akaten Kyōshi Nashimoto Kotetsu (アカテン教師梨本小鉄)                                   | #52, 1986           | #31, 1987                                        | Keiichi Kasui                                            |
| JoJo no Kimyō na Bōken (ジョジョの奇妙な冒険)                                            | #1-2, 1987          | atual                                            | Hirohiko Araki                                           |
| Star Bakuhatsu (スタア爆発)                                                              | #3-4, 1987          | #22, 1987                                        | Hideaki Hataji                                           |
| Pankra Boy (PANKRA BOY)                                                                  | #13, 1987           | #23, 1987                                        | Jun Tomizawa                                             |
| Majinryū Barion (魔神竜バリオン)                                                         | #22, 1987           | #32, 1987                                        | Yoshihiro Kuroiwa                                        |
| Moeru! Oniisan (燃える!お兄さん)                                                         | #23, 1987           | #34, 1991                                        | Tadashi Sato                                             |
| God Sider (ゴッドサイダー)                                                               | #24, 1987           | #51, 1988                                        | Koji Maki                                                |
| Tokubetsu Kōtsū Kidōtai Super Patrol (特別交通機動隊 SUPER PATROL)                       | #32, 1987           | #46, 1987                                        | Ryuji Tsugihara                                          |
| Present from Lemon (プレゼント・フロム LEMON)                                            | #33, 1987           | #51, 1987                                        | Masakazu Katsura                                         |
| Yūrei Kozō ga Yatte Kita! (ゆうれい小僧がやってきた!)                                    | #34, 1987           | #24, 1988                                        | Yudetamago                                               |
| The Momotaroh (THE MOMOTAROH)                                                            | #42, 1987           | #50, 1989                                        | Makoto Niwano                                            |
| No Side (ノーサイド)                                                                     | #43, 1987           | #1-2, 1988                                       | Taku Chiba                                               |
| Otoboke Nako-sensei (おとぼけ茄子先生)                                                   | #44, 1987           | #14, 1988                                        | Yutaka Takahashi (como Yutaka Takaki)                    |
| Hard Luck (ハードラック)                                                                 | #52, 1987           | #12, 1988                                        | Takashi Kisaki                                           |
| Cosmos Striker (コスモスストライカー)                                                    | #1-2, 1988          | #15, 1988                                        | Kenichi Tanaka, Shingo Todate                            |
| Haruka Kanata (はるかかなた)                                                             | #3-4, 1988          | #23, 1988                                        | Ryo Watanabe                                             |
| Bastard!! -Ankoku no Hakaishin- (BASTARD!! -暗黒の破壊神-)                               | #14, 1988           | #36, 1989 (movido para a Seasonal Special Issue) | Kazushi Hagiwara                                         |
| Jungle no Ōja Tar-chan ♡ (ジャングルの王者ターちゃん♡)                                   | #15, 1988           | #26, 1990                                        | Masaya Tokuhiro                                          |
| Second (セコンド)                                                                        | #16, 1988           | #21, 1988                                        | Yasuki Inoue                                             |
| Kami-sama wa Southpaw (神様はサウスポー)                                                 | #22, 1988           | #31, 1990                                        | Shinji Imaizumi                                          |
| Hengen Sennin Asuka♡ (変幻戦忍アスカ♡)                                                   | #23, 1988           | #40, 1988                                        | Yoshihiro Kuroiwa                                        |
| Niji no Runner (虹のランナー)                                                            | #24, 1988           | #36, 1988                                        | Taku Chiba                                               |
| Rokudenashi Blues (ろくでなしBLUES)                                                      | #25, 1988           | #10, 1997                                        | Masanori Morita                                          |
| Kachū no Senshi: Masatake (-甲冑の戦士-雅武)                                             | #35, 1988           | #50, 1988                                        | Yoshihiro Takahashi                                      |
| Matte! Sailor Fuku Knight (舞って!セーラー服騎士)                                        | #36, 1988           | #47, 1988                                        | Teruto Arika                                             |
| Sho no Densetsu (翔の伝説)                                                               | #39, 1988           | #13, 1989                                        | Yoichi Takahashi                                         |
| Magical☆Tarurūto-kun (まじかる☆タルるートくん)                                           | #49, 1988           | #40, 1992                                        | Tatsuya Egawa                                            |
| Boku ga Shitakata-kun (ボクはしたたか君)                                                 | #50, 1988           | #18, 1990                                        | Motoei Shinzawa                                          |
| Kyōryū Daikikō (恐竜大紀行)                                                              | #51, 1988           | #12, 1989                                        | Daimuro Kishi                                            |
| Cyber Blue (CYBERブルー)                                                                 | #52, 1988           | #32, 1989                                        | BOB, Takaichi Mitsui, Tetsuo Hara                        |
| Super Machine Run (スーパーマシンRUN)                                                    | #13, 1989           | #23, 1989                                        | Akira Watanabe                                           |
| The Edge (THE EDGE ジ・エッジ)                                                           | #14, 1989           | #29, 1989                                        | Katsuyasu Nagasawa                                       |
| Cyborg Jīchan G (CYBORGじいちゃんG)                                                      | #22, 1989           | #52, 1989                                        | Takeshi Obata (como Shige Hijikata)                      |
| Hayato 18-ban Shōbu (隼人18番勝負)                                                       | #23, 1989           | #39, 1989                                        | Ryuji Tsugihara                                          |
| Scrap Sandayū (SCRAP三太夫)                                                              | #24, 1989           | #40, 1989                                        | Yudetamago                                               |
| Ten de Shōwaru Cupid (てんで性悪キューピッド)                                            | #32, 1989           | #13, 1990                                        | Yoshihiro Togashi                                        |
| Chameleon Jail (カメレオンジェイル)                                                      | #33, 1989           | #44, 1989                                        | Kazuhiko Watanabe, Takehiko Inoue (como Takehiko Nariai) |
| Kenkaku Shibui Kakinosuke (剣客 渋井柿之介)                                              | #37, 1989           | #47, 1989                                        | Yutaka Takahashi                                         |
| The Green Eyes (ザ・グリーンアイズ)                                                      | #40, 1989           | #10, 1990                                        | Kōji Maki                                                |
| Tobikkiri (とびっきり!)                                                                  | #41, 1989           | #23, 1990                                        | Takashi Kisaki                                           |
| Dragon Quest: Dai no Daibōken (DRAGON QUEST -ダイの大冒険-)                              | #45, 1989           | #52, 1996                                        | Riku Sanjo, Yuji Horii, Koji Inada                       |
| Den'ei Shōjo (電影少女)                                                                  | #51, 1989           | #31, 1992 (completo em Seasonal Special Issue)   | Masakazu Katsura                                         |
| AT Lady! (AT Lady! (オートマティック・レディ))                                           | #52, 1989           | #11, 1990                                        | Takeshi Okano (como Takeshi Nomura)                      |

## 1990s

### 1990-1994
| Mangá                                                                                            | Primeira publicação | Última publicação | Autor(es)/Autora(s) do mangá                         |
| ------------------------------------------------------------------------------------------------ | ------------------- | ----------------- | ---------------------------------------------------- |
| Ace! (エース!)                                                                                   | #1-2, 1990          | #26, 1991         | Yoichi Takahashi                                     |
| Hana no Keiji -Kumo no Kanata ni- (花の慶次 ―雲のかなたに―)                                      | #13, 1990           | #33, 1993         | Keiichiro Ryu, Tetsuo Hara, Aso Mio                  |
| Hikaru! Chachacha!! (ひかる!チャチャチャッ!!)                                                    | #14, 1990           | #25, 1991         | Kenji Minomo                                         |
| Sakenomi☆Dōji (酒呑☆ドージ)                                                                      | #15, 1990           | #30, 1990         | Haruto Umezawa (como Isao Umezawa)                   |
| Crisis Diver (クライシスダイバー)                                                                | #26, 1990           | #37, 1990         | Shingo Todate, Ko Nimaiya                            |
| Shin Jungle no Ōja Tar-chan ♡ (新ジャングルの王者ターちゃん♡)                                    | #27, 1990           | #18, 1995         | Masaya Tokuhiro                                      |
| GP Boy' (GP BOY)                                                                                 | #31, 1990           | #47, 1990         | Kunihiko Akai, Hirohisa Onikubo                      |
| Fushigi Hunter (不思議ハンター)                                                                  | #32, 1990           | #48, 1990         | Yukihiro Izuka, Yoshihiro Kuroiwa                    |
| Kickboxer Mamoru (蹴撃手マモル)                                                                  | #33, 1990           | #13, 1991         | Yudetamago                                           |
| Metal Fish (METAL FISH)                                                                          | #41, 1990           | #1-2, 1991        | Masaru Miyazaki, Nobutoshi Ejinara                   |
| Slam Dunk (SLAM DUNK)                                                                            | #42, 1990           | #27, 1996         | Takehiko Inoue                                       |
| Chinyūki: Tarō to Yukai na Nakama-tachi (珍遊記: 太郎とゆかいな仲間たち)                         | #49, 1990           | #13, 1992         | Man☆gataro                                           |
| Dengyan -Nanpō Kumagusu-den- (てんぎゃん -南方熊楠伝-)                                           | #50, 1990           | #10, 1991         | Daimuro Kishi                                        |
| Yū☆Yū☆Hakushō (幽☆遊☆白書)                                                                       | #51, 1990           | #32, 1994         | Yoshihiro Togashi                                    |
| Chokidō Bōhatsu Shūkyū Yarō Riboro no Takeda (超機動暴発蹴球野郎 リベロの武田)                   | #13, 1991           | #30, 1992         | Makoto Niwano                                        |
| Outer Zone (アウターゾーン)                                                                      | #14, 1991           | #15, 1994         | Shin Mitsuhara                                       |
| Pennant Race: Yamada Taiichi no Kiseki (ペナントレース やまだたいちの奇蹟)                       | #25, 1991           | #3-4, 1994        | Koji Koseki                                          |
| Time Walker Rei (タイムウォーカー零)                                                             | #26, 1991           | #48, 1991         | Yuki Hidaka                                          |
| Don Vulcan -Seinaru Otoko no Densetsu- (ドン・ボルガン -聖なる男の伝説-)                         | #27, 1991           | #38, 1991         | Ryuji Tsugihara                                      |
| F no Senkō -Ayrton Senna no Chōsen- (Fの閃光 -アイルトン・セナの挑戦-)                           | #35, 1991           | #51, 1991         | Koyu Nishimura, Katsuyasu Nagasawa, Hirohisa Onikubo |
| Ten Yori Takaku! (天より高く!)                                                                   | #40, 1991           | #8, 1992          | Yuko Asami                                           |
| Tengai-kun no Kareinaru Nayami (天外君の華麗なる悩み)                                            | #41, 1991           | #6, 1992          | Makura Sho                                           |
| Tennenshoku Danji Buray (天然色男児BURAY)                                                        | #50, 1991           | #12, 1992         | Kazuki Takahashi (como Kazumasa Takahashi)           |
| Majin Bōkentan Lamp Lamp (魔神冒険譚 ランプ・ランプ)                                             | #52, 1991           | #25, 1992         | Fujinobu Izumi, Takeshi Obata                        |
| Change Up!! (チェンジUP!!)                                                                       | #12, 1992           | #33, 1992         | Shinji Imaizumi                                      |
| Monmonmon (モンモンモン)                                                                         | #13, 1992           | #50, 1993         | Tsunomaru                                            |
| Yagyū Reppuken Ren'ya (柳生烈風剣連也)                                                           | #14, 1992           | #24, 1992         | Takashi Noguchi                                      |
| Bakuhatsu! Uchū Kuma-san Tāta Bear & Kikuchiyo-kun (爆発!宇宙クマさんタータ・ベア&菊千代くん)    | #18, 1992           | #39, 1992         | Tadashi Sato                                         |
| Baramon no Kazoku (瑪羅門の家族)                                                                 | #25, 1992           | #12, 1993         | Akira Miyashita                                      |
| Hareluya (HARELUYA)                                                                              | #26, 1992           | #35, 1992         | Haruto Umezawa                                       |
| Bonbonzaka High Drama Club (ボンボン坂高校演劇部)                                                | #34, 1992           | #30, 1995         | Yutaka Takahashi                                     |
| Silent Knight Shō (SILENT KNIGHT翔)                                                              | #35, 1992           | #48, 1992         | Masami Kurumada                                      |
| Ōzumo Keiji (大相撲刑事)                                                                         | #40, 1992           | #49, 1992         | Taro Gachon                                          |
| #42, 1992                                                                                        | #46, 1993           | Keishu Ando       |                                                      |
| BØY (BØY -ボーイ-)                                                                               | #50, 1992           | #9, 1999          | Haruto Umezawa                                       |
| Psycho+ (PSYCHO+)                                                                                | #51, 1992           | #11, 1993         | Ryu Fujisaki                                         |
| Rikito Densetsu -Oni wo Tsugu Mono- (力人伝説 -鬼を継ぐ者-)                                      | #52, 1992           | #23, 1993         | Masaru Miyazaki, Takeshi Obata                       |
| Faiasuno no Kaze (ファイアスノーの風)                                                            | #13, 1993           | #24, 1993         | Hidetoshi Sugine (como Hideaki Matsune)              |
| Genshoku Chōjin Paintman (原色超人PAINTMAN)                                                      | #14, 1993           | #25, 1993         | Fumihiko Ota                                         |
| Vice (VICE -ヴァイス-)                                                                           | #25, 1993           | #34, 1993         | Yoshihiro Yanagawa                                   |
| Ninku (NINKU -忍空-)                                                                             | #26, 1993           | #38, 1995         | Koji Kiriyama                                        |
| Komorebi no Moto de... (こもれ陽の下で…)                                                         | #31, 1993           | #5-6, 1994        | Tsukasa Hojo                                         |
| Tottemo! Luckyman (とっても!ラッキーマン)                                                        | #35, 1993           | #30, 1997         | Hiroshi Gamo                                         |
| D·N·A² ~Dokokade Nakushita Aitsuno Aitsu~ (D・N・A² 〜何処かで失くしたあいつのアイツ〜)          | #36-37, 1993        | #29, 1994         | Masakazu Katsura                                     |
| Jigoku Sensei Nūbē (地獄先生ぬ〜べ〜)                                                            | #38, 1993           | #24, 1999         | Makura Sho, Takeshi Okano                            |
| Neural Network Melinda♡Fight (ニューラル ネットワーク ミリンダ♡ファイト)                         | #47, 1993           | #7, 1994          | Tadashi Sato                                         |
| Chōdokyū Senshi Justice (超弩級戦士ジャスティス)                                                 | #48, 1993           | #11, 1994         | Kazutoshi Yamane                                     |
| Kurayami wo Buttobase! (暗闇をぶっとばせ!)                                                       | #2, 1994            | #16, 1994         | Hiroyuki Miyazaki, Shinji Imaizumi                   |
| Bomber Girl (BOMBER GIRL)                                                                        | #7, 1994            | #17, 1994         | Makoto Niwano                                        |
| Suizan Police Gang (翠山ポリスギャング)                                                          | #8, 1994            | #28, 1994         | Shinobu Kaitani                                      |
| Jigoku Senshi Maō (地獄戦士魔王)                                                                 | #9, 1994            | #38, 1994         | Makoto Karibe                                        |
| Kagemusha Tokugawa Ieyasu (影武者徳川家康)                                                       | #12, 1994           | #13, 1995         | Keniichiro Ryu, Tetsuo Hara, Sho Aikawa              |
| Ousama wa Roba ~Hattari Teikoku no Gyakushū~ (王様はロバ〜はったり帝国の逆襲〜)                  | #17, 1994           | #52, 1996         | Kokichi Naniwa                                       |
| Captain Tsubasa: Principe Del Sole/World Youth Saga (キャプテン翼 太陽王子編/-ワールドユース編-) | #18, 1994           | #37-38, 1997      | Yoichi Takahashi                                     |
| Rurōni Kenshin -Meiji Kenkaku Romantic- (るろうに剣心 -明治剣客浪漫譚-)                          | #19, 1994           | #43, 1999         | Nobuhiro Watsuki                                     |
| Manyūki ~Babā to Awarenage Boku-tachi~ (まんゆうき 〜ばばあとあわれなげぼくたち〜)               | #29, 1994           | #50, 1994         | Man☆gataro                                           |
| Fushigi Dōkitan (不可思議堂奇譚)                                                                 | #30, 1994           | #39, 1994         | Koichi Endo                                          |
| erro em {{japonês}}: Texto em japonês ou romaji necessário (ajuda)                               | #31, 1994           | #41, 1994         | Tetsuya Watanabe, Tenya Gano                         |
| Yatsu no Na wa Maria (奴の名はMARIA)                                                             | #40, 1994           | #48, 1994         | Munenori Michimoto                                   |
| Tokyo Hanzai Monogatari -Bosatsu to Fudō- (東京犯罪物語 -菩薩と不動-)                            | #41, 1994           | #49, 1994         | Makoto Iwasaki, Ryuji Tsugihara                      |
| Bakudan (BAKUDAN)                                                                                | #42, 1994           | #8, 1995          | Akira Miyashita                                      |
| Rash!! (RASH!!)                                                                                  | #43, 1994           | #9, 1995          | Tsukasa Hojo                                         |
| Midori no Makibaō (みどりのマキバオー)                                                           | #50, 1994           | #9, 1998          | Tsunomaru                                            |
| Mind Assassin (MIND ASSASSIN)                                                                    | #52, 1994           | #29, 1995         | Hajime Kazu                                          |

### 1995-1999
| Mangá                                                                                     | Primeira publicação                           | Última publicação                       | Autor(es)/Autora(s) do mangá                         | Quantidade de volumes |
| ----------------------------------------------------------------------------------------- | --------------------------------------------- | --------------------------------------- | ---------------------------------------------------- | --------------------- |
| Hisoka♥Returns! (密♥リターンズ!)                                                          | #10, 1995                                     | #19, 1996                               | Ken Yagami                                           |                       |
| Jinnai Ryūjujutsu Butōden Majima-kun Suttobasu!! (陣内流柔術武闘伝 真島クンすっとばす!!)  | #11, 1995                                     | #8, 1998                                | Makoto Niwano                                        |                       |
| Genki Yade (元気やでっ)                                                                   | #14, 1995                                     | #24, 1995                               | Mamoru Tsuchiya, Ryuji Tsugihara, Junji Yamamoto     |                       |
| Takiryū Hoshi (猛き龍星)                                                                  | #21-22, 1995                                  | #48, 1995                               | Tetsuo Hara                                          |                       |
| Karakurizōshi Ayatsuri Sakon (人形草紙あやつり左近)                                       | #23, 1995                                     | #1, 1996                                | Sharaku Maro, Takeshi Obata                          |                       |
| Ryūdō no Sieg (竜童のシグ)                                                                | #24, 1995                                     | #36-37, 1995                            | Takashi Noguchi                                      |                       |
| Shadow Lady (SHADOW LADY)                                                                 | #31, 1995                                     | #2, 1996                                | Masakazu Katsura                                     |                       |
| Mōtōru Commando Guy (モートゥルコマンドーGUY)                                             | #32, 1995                                     | #44, 1995                               | Shinichi Sakamoto                                    |                       |
| Hoshi wo Tsugu Mono (惑星をつぐ者)                                                        | #41, 1995                                     | #49, 1995                               | Takanobu Toda                                        |                       |
| Level E (レベルE)                                                                         | #42, 1995                                     | #3-4, 1997                              | Yoshihiro Togashi                                    |                       |
| Mizu no Tomodachi Kappaman (水のともだちカッパーマン)                                     | #45, 1995                                     | #30, 1996                               | Masaya Tokuhiro                                      |                       |
| Kaosu Kansōya (かおす寒鰤屋)                                                              | #51, 1995                                     | #9, 1996                                | Ton Okawara                                          |                       |
| Sexy Commando Gaiden: Sugoi yo!! Masaru-san (セクシーコマンドー外伝 すごいよ!!マサルさん) | #52, 1995                                     | #40, 1997                               | Kyosuke Usuta                                        |                       |
| Wild Half (WILD HALF)                                                                     | #3-4, 1996                                    | #52, 1998                               | Yuko Asami                                           |                       |
| Oni ga Kitarite (鬼が来たりて)                                                            | #5-6, 1996                                    | #18, 1996                               | Gin Shinga                                           |                       |
| Makuhari (幕張)                                                                           | #11, 1996                                     | #49, 1997                               | Yasuaki Kita                                         |                       |
| Jinkōen-dan Shinshiroku (神光援団紳士録)                                                  | #12, 1996                                     | #29, 1996                               | Yasuteru Iwada                                       |                       |
| Diamond (ダイヤモンド)                                                                    | #21, 1996                                     | #39, 1996                               | Yoshihiro Yanagawa                                   |                       |
| K.O. Masatome (K.O.マサトメ)                                                              | #22-23, 1996                                  | #30, 1996                               | Shinnosuke Enda                                      |                       |
| Hoshin Engi (封神演義)                                                                    | #28, 1996                                     | #47, 2000                               | Ryu Fujisaki                                         |                       |
| Doruhira (ドルヒラ)                                                                       | #32, 1996                                     | #46, 1996                               | Yukihiro Inoue                                       |                       |
| Shinri Sōsakan Kusagiki (心理捜査官 草薙葵)                                               | #33, 1996                                     | #5-6, 1997                              | Keiichiro Nakamaru, Mori Takashimi, Kaoru Tsugishima |                       |
| Yū☆Gi☆Ō (遊☆戯☆王)                                                                        | #42, 1996                                     | #15, 2004                               | Kazuki Takahashi                                     | 38                    |
| Majojō ViVian (魔女娘ViVian)                                                              | #49, 1996                                     | #43, 1997                               | Yukata Takahashi                                     |                       |
| Be Takuto!! ~Yaban Nare~ (BE TAKUTO!! 〜野蛮なれ〜)                                       | #50, 1996                                     | #19, 1997                               | Takashi Noguchi                                      |                       |
| Bastard!! -Ankoku no Hakaishin- (Corrupt Law Arc) (BASTARD!! -暗黒の破壊神-(背徳の掟編))  | #5-6, 1997 (movido da Seasonal Special Issue) | #36-37, 2000 (movido para a Ultra Jump) | Kazushi Hagiwara                                     | 27                    |
| Watashi no Kaeru-sama (私のカエル様)                                                      | #10, 1997                                     | #22-23, 1997                            | Yuki Nakajima                                        |                       |
| Hanasaka Tenshi Tenten-kun (花さか天使テンテンくん)                                       | #11, 1997                                     | #30, 2000                               | Kazumata Oguri                                       |                       |
| Butsu Zone (仏ゾーン)                                                                     | #12, 1997                                     | #31, 1997                               | Hiroyuki Takei                                       |                       |
| I"s (I”S<アイズ>)                                                                         | #19, 1997                                     | #24, 2000                               | Masakazu Katsura                                     |                       |
| Wrestling With Momoko (Wrestling with もも子)                                             | #20, 1997                                     | #39, 1997                               | Masaya Tokuhiro                                      |                       |
| Merry Wind (Merry Wind)                                                                   | #21, 1997                                     | #32, 1997                               | Junji Yamamoto                                       |                       |
| Joka JOKER (女娲JOKER)                                                                    | #32, 1997                                     | #47, 1997                               | Kazutoshi Yamane                                     |                       |
| Seikimatsu Leader-den Takeshi! (世紀末リーダー伝たけし!)                                  | #33, 1997                                     | #37-38, 2002                            | Mitsutoshi Shimabukuro                               |                       |
| One Piece (ONE PIECE)                                                                     | #34, 1997                                     | atual                                   | Eiichiro Oda                                         | 99                    |
| Cool -Rental Body Guard- (COOL - RENTAL BODY GUARD -)                                     | #40, 1997                                     | #7, 1998                                | Takeshi Konomi                                       |                       |
|                                                                                           |                                               |                                         |                                                      |                       |
| Kirin ~The Last Unicorn~ (きりん 〜The Last Unicorn〜)                                    | #41, 1997                                     | #10, 1998                               | Ken Yagami                                           |                       |
| Cowa! (COWA!)                                                                             | #48, 1997                                     | #15, 1998                               | Akira Toriyama                                       |                       |
| Meiryotei Gotoseijuro (明稜帝 梧桐勢十郎)                                                 | #52, 1997                                     | #52-53, 1999                            | Hajime Kazu                                          |                       |
| Ei-Row (画-ROW)                                                                           | #1, 1998                                      | #11, 1998                               | Akitsugu Mizumoto                                    |                       |
| Rookies (ROOKIES)                                                                         | #10, 1998                                     | #39, 2003                               | Masanori Morita                                      |                       |
| Shōnen Tantei Q (少年探偵Q)                                                               | #11, 1998                                     | #26, 1998                               | Enjin, Gin Shinga                                    |                       |
| Kappa Revolution (河童レボリューション)                                                   | #12, 1998                                     | #32, 1998                               | Ishitori Yoshiyamate                                 |                       |
| Whistle! (ホイッスル!)                                                                    | #13, 1998                                     | #45, 2003                               | Daisuke Higuchi                                      |                       |
| Hunter × Hunter (HUNTER×HUNTER)                                                           | #14, 1998                                     | atual/irregularmente                    | Yoshihiro Togashi                                    | 36                    |
| Shaman King (シャーマンキング)                                                            | #31, 1998                                     | #40, 2004                               | Hiroyuki Takei                                       | 32                    |
| Kajika (カジカ)                                                                           | #32, 1998                                     | #44, 1998                               | Akira Toriyama                                       |                       |
| Base Boys (Base Boys)                                                                     | #33, 1998                                     | #51, 1998                               | Makoto Niwano                                        |                       |
| Boku wa Shōnen Tantei Dan♪♪ (僕は少年探偵ダン♪♪)                                          | #43, 1998                                     | #11, 1999                               | Hiroshi Gamō                                         |                       |
| Rising Impact (ライジングインパクト)                                                      | #52, 1998                                     | #12, 2002                               | Nakaba Suzuki                                        |                       |
| Shinkaigyo (SHINKAIGYO)                                                                   | #1, 1999                                      | #12, 1999                               | Kanako Tanaka                                        |                       |
| Hikaru no Go (ヒカルの碁)                                                                 | #2-3, 1999                                    | #22-23, 2003                            | Yumi Hotta, Takeshi Obata, Yukari Umezawa            | 23                    |
| Yamato Gensōki (邪馬台幻想記)                                                             | #12, 1999                                     | #29, 1999                               | Kentaro Yabuki                                       |                       |
| Shūkyū-den: Field no Ōkami FW Jin (-蹴球伝- フィールドの狼FW陣)                           | #13, 1999                                     | #30, 1999                               | Yoichi Takahashi                                     |                       |
| Daisuō -Dice King- (大好王 -ダイスキング-)                                                | #14, 1999                                     | #31, 1999                               | Munenori Michimoto                                   |                       |
| Bushizawa Receive (武士沢レシーブ)                                                        | #18, 1999                                     | #40, 1999                               | Kyosuke Usuta                                        |                       |
| Mahhaheddo (マッハヘッド)                                                                 | #19, 1999                                     | #32, 1999                               | Hidebu Takahashi                                     |                       |
| Survibee (サバイビー)                                                                     | #31, 1999                                     | #51, 1999                               | Tsunomaru                                            |                       |
| Tennis no Ōji-Sama (テニスの王子様)                                                       | #32, 1999                                     | #14, 2008                               | Takeshi Konomi                                       |                       |
| Childragon (CHILDRAGON)                                                                   | #33, 1999                                     | #45, 1999                               | Naoki Azuma (como Keishin Azuma)                     |                       |
| ZombiePowder. (ZOMBIEPOWDER.)                                                             | #34, 1999                                     | #11, 2000                               | Tite Kubo                                            |                       |
| Naruto (NARUTO―ナルト―)                                                                   | #43, 1999                                     | #50, 2014                               | Masashi Kishimoto                                    | 72                    |
| Romancers (Romancers)                                                                     | #44, 1999                                     | #12, 2000                               | Yuko Asami                                           |                       |

## 2000s

### 2000-2004
| Mangá                                                                                     | Primeira publicação | Última publicação                        | Autor(es)/Autora(s) do mangá       | Quantidade de volumes |
| ----------------------------------------------------------------------------------------- | ------------------- | ---------------------------------------- | ---------------------------------- | --------------------- |
| JoJo no Kimyō na Bōken Part 6 Stone Ocean (ジョジョの奇妙な冒険 Part6 ストーンオーシャン) | #1, 2000            | #19, 2003                                | Hirohiko Araki                     | 16                    |
| Bremen (無頼男 -ブレーメン-)                                                              | #1, 2000            | #19, 2001                                | Haruto Umezawa                     |                       |
| Tsurikkīzu Pintarō (ツリッキーズピン太郎)                                                 | #12, 2000           | #31, 2000                                | Makura Sho, Takeshi Okano          |                       |
| Sanjūshi (三獣士)                                                                         | #13, 2000           | #32, 2000                                | Kanako Tanaka                      |                       |
| Sand Land (SAND LAND)                                                                     | #23, 2000           | #36-37, 2000                             | Akira Toriyama                     | 1                     |
| Normandy Secret Club (ノルマンディーひみつ倶楽部)                                         | #24, 2000           | #10, 2001                                | Mikio Ito                          |                       |
| Black Cat (BLACK CAT)                                                                     | #32, 2000           | #29, 2004                                | Kentaro Yabuki                     |                       |
| Kaiser Spike (カイゼルスパイク)                                                           | #33, 2000           | #46, 2000                                | Yusuke Takeyama                    |                       |
| Rocket de Tsukinukero! (ロケットでつきぬけろ!)                                            | #34, 2000           | #44, 2000                                | Yuki                               |                       |
| Pyu to Fuku! Jaguar (ピューと吹く!ジャガー)                                               | #38, 2000           | #38, 2010                                | Kyosuke Usuta                      |                       |
| Junjō Pine (純情パイン)                                                                   | #47, 2000           | #9, 2001                                 | Namie Odama                        |                       |
| Lilim Kiss (りりむキッス)                                                                 | #48, 2000           | #21-22, 2001                             | Mizuki Kawashita                   |                       |
| Bakabakashino! (バカバカしいの!)                                                          | #49, 2000           | #10, 2001                                | Hiroshi Gamō (como Hiroshino Gamō) |                       |
| Gun Blaze West (GUN BLAZE WEST)                                                           | #2, 2001            | #35, 2001                                | Nobuhiro Watsuki                   |                       |
| Jūshin Ikaritorajiro (重臣 猪狩虎次郎)                                                    | #11, 2001           | #34, 2001                                | Tsunomaru                          |                       |
| Bobobōbo Bōbobo (ボボボーボ・ボーボボ)                                                    | #12, 2001           | #50, 2005                                | Yoshio Sawai                       |                       |
| Mr. Fullswing (Mr.FULLSWING)                                                              | #23, 2001           | #23, 2006                                | Shinya Suzuki                      |                       |
| Karasuman (鴉MAN)                                                                         | #24, 2001           | #40, 2001                                | Hajime Kazu                        |                       |
| Magician² (魔術師²)                                                                       | #35, 2001           | #51, 2001                                | Takeshi Okano                      |                       |
| Bleach (BLEACH)                                                                           | #36-37, 2001        | present                                  | Tite Kubo                          | 74                    |
| I'm a Faker! (I'm A Faker!)                                                               | #42, 2001           | #52, 2001                                | Kazuya Yamamoto                    |                       |
| Grand Vacan (グラン・バガン)                                                              | #43, 2001           | #1, 2002                                 | Kazushige Yamada                   |                       |
| Mononoke! Nyantarō (もののけ!にゃんタロー)                                                | #51, 2001           | #11, 2002                                | Kazumata Oguri                     |                       |
| Sowaka (ソワカ)                                                                           | #52, 2001           | #24, 2002                                | Naoki Azuma                        |                       |
| Sakuratetsu Taiwahen (サクラテツ対話篇)                                                   | #1, 2002            | #21, 2002                                | Ryu Fujisaki                       |                       |
| Akkera Kanjinchō (あっけら貫刃帖)                                                         | #11, 2002           | #22-23, 2002                             | Yuki Kobayashi                     |                       |
| Ichigo 100% (いちご100%)                                                                  | #12, 2002           | #35, 2005                                | Mizuki Kawashita                   |                       |
| Shōnen Espa Nejime (少年エスパーねじめ)                                                   | #13, 2002           | #33, 2002                                | Namie Odama                        |                       |
| Pretty Face (プリティフェイス)                                                            | #24, 2002           | #28, 2003                                | Yasuhiro Kano                      |                       |
| Number 10 (NUMBER10)                                                                      | #25, 2002           | #34, 2002                                | Yuki                               |                       |
| Eyeshield 21 (アイシールド21)                                                             | #34, 2002           | #29, 2009                                | Riichiro Inagaki, Yusuke Murata    |                       |
| Sword Breaker (SWORD BREAKER)                                                             | #35, 2002           | #51, 2002                                | Haruto Umezawa                     |                       |
| erro em {{japonês}}: Texto em japonês ou romaji necessário (ajuda)                        | #44, 2002           | #1, 2003                                 | Munenori Michimoto                 |                       |
| Ultra Red (Ultra Red)                                                                     | #45, 2002           | #29, 2003                                | Nakaba Suzuki                      |                       |
| Granada -Kyūkoku Kagaku Tankentai- (グラナダ -究極科学探検隊-)                            | #1, 2003            | #16, 2003                                | Mikio Ito                          |                       |
| Tattoo Hearts (TATTOO HEARTS)                                                             | #2, 2003            | #17, 2003                                | Osamu Kajisa                       |                       |
| Yamikami Kou ~Kurayami ni Dokkiri!~ (闇神コウ〜暗闇にドッキリ!〜)                         | #18, 2003           | #35, 2003                                | Kimiya Kaji                        |                       |
| Santa! (★SANTA!★)                                                                         | #19, 2003           | #31, 2003                                | Kengo Kurando                      |                       |
| Kicks Megamix (キックス メガミックス)                                                     | #28, 2003           | #41, 2003                                | Masayuki Kichikawa                 |                       |
| Gocchan desu!! (ごっちゃんです!!)                                                         | #29, 2003           | #16, 2004                                | Tsunomaru                          |                       |
| Busō Renkin (武装錬金)                                                                    | #30, 2003           | #21-22, 2005 (completo na Akamaru Jump)  | Nobuhiro Watsuki                   |                       |
| Kanagawa Isonan Fūtengumi (神奈川磯南風天組)                                              | #31, 2003           | #51, 2003                                | Hajime Kazu                        |                       |
| Sengoku Rappaden Sasori (戦国乱破伝サソリ)                                                | #41, 2003           | #52, 2003                                | Toru Uchimizu                      |                       |
| Thoroughbred to Yobanai de (サラブレッドと呼ばないで)                                     | #42, 2003           | #2, 2004                                 | Takayo Hasegawa, Kohei Fujino      |                       |
| Kannade (神撫手)                                                                          | #43, 2003           | #3, 2004                                 | Takeo Horibe                       |                       |
| Death Note (DEATH NOTE)                                                                   | #1, 2004            | #24, 2006                                | Tsugumi Ohba, Takeshi Obata        | 12                    |
| Gintama (銀魂-ぎんたま-)                                                                  | #2, 2004            | present                                  | Hideaki Sorachi                    | 77                    |
| Live (LIVE)                                                                               | #3, 2004            | #14, 2004                                | Haruto Umezawa                     |                       |
| Steel Ball Run (STEEL BALL RUN)                                                           | #8, 2004            | #47, 2004 (movido para a Ultra Jump)     | Hirohiko Araki                     | 24                    |
| Gedo the Unidentified Mysterious Boy (未確認少年ゲドー)                                   | #15, 2004           | #12, 2005                                | Takeshi Okano                      |                       |
| Muteki Tetsuhime Spin-chan (無敵鉄姫スピンちゃん)                                         | #16, 2004           | #27, 2004                                | Amon Dai                           |                       |
| Shōnen Guardian (少年守護神)                                                              | #17, 2004           | #28, 2004                                | Naoki Azuma                        |                       |
| Katekyō Hitman Reborn! (家庭教師ヒットマンREBORN!)                                        | #26, 2004           | #50, 2012                                | Akira Amano                        | 42                    |
| D.Gray-man (D.Gray-man)                                                                   | #27, 2004           | #22-23, 2009 (movido para a Jump Square) | Katsura Hoshino                    | 27                    |
| Chijō Saisoku Seishun Takkyu Pūyan (地上最速青春卓球少年ぷーやん)                         | #28, 2004           | #41, 2004                                | Kenichi Kiriki                     |                       |
| Wāqwāq (WāqWāqワークワーク)                                                               | #40, 2004           | #23, 2005                                | Ryu Fujisaki                       |                       |
| Muhyo to Rōjī no Mahōritsu Sōdan Jimusho (ムヒョとロージーの魔法律相談事務所)             | #53, 2004           | #14, 2008                                | Yoshiyuki Nishi                    |                       |

### 2005-2009
| Mangá                                                                               | Primeira publicação | Última publicação                           | Autor(es)/Autora(s) do mangá   | Quantidade de Volumes |
| ----------------------------------------------------------------------------------- | ------------------- | ------------------------------------------- | ------------------------------ | --------------------- |
| Yūto (ユート)                                                                       | #11, 2005           | #32, 2005                                   | Yumi Hotta, Kei Kawano         |                       |
| Majin Tantei Nōgami Neuro (魔人探偵脳噛ネウロ)                                      | #12, 2005           | #21, 2009                                   | Yusei Matsui                   |                       |
| Kain (カイン)                                                                       | #24, 2005           | #43, 2005                                   | Toru Uchimizu                  |                       |
| Takaya -Senbu Gakuen Gekitōden- (タカヤ -閃武学園激闘伝-)                           | #25, 2005           | #26, 2006                                   | Yujiro Sakamoto                |                       |
| Kirihōshi (切法師)                                                                  | #26, 2005           | #44, 2005                                   | Yūki Nakajima                  |                       |
| Mieru Hito (みえるひと)                                                             | #33, 2005           | #42, 2006                                   | Toshiaki Iwashiro              |                       |
| Taizo Moteō Sāga (太臓もて王サーガ)                                                 | #34, 2005           | #24, 2007                                   | Amon Dai                       |                       |
| Beshari Kurashi (べしゃり暮らし)                                                    | #44, 2005           | #30, 2006 (movido para a Weekly Young Jump) | Masanori Morita                |                       |
| Ōdorobō Poruta (大泥棒ポルタ)                                                       | #45, 2005           | #9, 2006                                    | Kazuki Kitashima               |                       |
| Shinsetsu Bobobōbo Bōbobo (真説ボボボーボ・ボーボボ)                                | #3, 2006            | #31, 2007                                   | Yoshio Sawai                   |                       |
| Tsugihagi Hyōryūsakka (ツギハギ漂流作家)                                            | #10, 2006           | #32, 2006                                   | Kōhei Nishi                    |                       |
| Maison Du Penguin (メゾン・ド・ペンギン)                                            | #11, 2006           | #24, 2007                                   | Koji Oishi                     |                       |
| Takaya -Yoake no Enjinō- (タカヤ -夜明けの炎刃王-)                                  | #13, 2006           | #26, 2006                                   | Yujiro Sakamoto                |                       |
| Nazo no Murasame-kun (謎の村雨くん)                                                 | #20, 2006           | #43, 2006                                   | Mikio Ito                      |                       |
| To Love-Ru (To LOVEる -とらぶる-)                                                   | #21-22, 2006        | #40, 2009                                   | Saki Hasemi, Kentaro Yabuki    | 18                    |
| M×0 (エム×ゼロ)                                                                     | #23, 2006           | #25, 2008                                   | Yasuhiro Kano                  |                       |
| Over Time (OVER TIME)                                                               | #33, 2006           | #52, 2006                                   | Yoichi Amano                   |                       |
| Zan (斬)                                                                            | #34, 2006           | #52, 2006                                   | Naoya Sugita                   |                       |
| P2! -Let's Play Pingpong!- (P2! - let's Play Pingpong! -)                           | #43, 2006           | #52, 2007 (completo em Akamaru Jump)        | Tatsuma Ejiri                  |                       |
| Hand's (HAND'S -ハンズ-)                                                            | #44, 2006           | #1, 2007                                    | Yuichi Itakura                 |                       |
| Blue Dragon RalΩGrad (BLUE DRAGON ラルΩグラド)                                      | #1, 2007            | #32, 2007                                   | Tsuneo Takano, Takeshi Obata   |                       |
| Corrector M&Y (神力契約者M&Y)                                                       | #2, 2007            | #13, 2007                                   | Akira Akatsuki                 |                       |
| Junbor Balutronica (重機人間ユンボル)                                               | #3, 2007            | #14, 2007                                   | Hiroyuki Takei                 |                       |
| Samurai Usagi (サムライうさぎ)                                                      | #14, 2007           | #33, 2008                                   | Teppei Fukushima               |                       |
| Volleyball Tsukai Godago (バレーボール使い 郷田豪)                                  | #15, 2007           | #39, 2007                                   | Ichiro Takahashi               |                       |
| Boku no Watashi no Yusha Gaku (ぼくのわたしの勇者学)                                | #24, 2007           | #35, 2008                                   | Shuichi Aso                    |                       |
| Hitomi no Catoblepas (瞳のカトブレパス)                                             | #25, 2007           | #40, 2007                                   | Yasuki Tanaka                  |                       |
| Belmonde Le VisiteuR (ベルモンド Le VisiteuR)                                       | #32, 2007           | #51, 2007                                   | Shoei Ishioka                  |                       |
| Sket Dance (SKET DANCE)                                                             | #33, 2007           | #32, 2013                                   | Kenta Shinohara                |                       |
| Hatsukoi Limited (初恋限定。)                                                       | #44, 2007           | #26, 2008                                   | Mizuki Kawashita               |                       |
| Psyren (PSYREN -サイレン-)                                                          | #1, 2008            | #52, 2010                                   | Toshiaki Iwashiro              |                       |
| K.O. Sen (K.O.SEN)                                                                  | #2, 2008            | #15, 2008                                   | Katsutoshi Murase              |                       |
| Muddy (MUDDY)                                                                       | #3, 2008            | #16, 2008                                   | Ai Matsumoto (como Shō Aimoto) |                       |
| Shiritsu Poseidon Gakuen Kōtōbu (私立ポセイドン学園高等部)                          | #4-5, 2008          | #24, 2008                                   | Shinichiro Oe                  |                       |
| Nurarihyon no Mago (ぬらりひょんの孫)                                               | #15, 2008           | #30, 2012 (completo em Jump Next!)          | Hiroshi Shibashi               |                       |
| Bari Haken (バリハケン)                                                             | #16, 2008           | #52, 2008                                   | Shinya Suzuki                  |                       |
| Double Arts (ダブルアーツ)                                                          | #17, 2008           | #41, 2008                                   | Naoshi Komi                    |                       |
| Toriko (トリコ)                                                                     | #25, 2008           | present                                     | Mitsutoshi Shimabukuro         | 43                    |
| Dogashi Kaden! (どがしかでん!)                                                      | #27, 2008           | #40, 2008                                   | Kosuke Hamada                  |                       |
| Bakuman. (バクマン。)                                                               | #37-38, 2008        | #21-22, 2012                                | Tsugumi Ohba, Takeshi Obata    | 20                    |
| Inumarudashii (いぬまるだしっ)                                                      | #39, 2008           | #27, 2012                                   | Koji Oishi                     |                       |
| Chagecha (チャゲチャ)                                                               | #42, 2008           | #49, 2008                                   | Yoshio Sawai                   |                       |
| Asklepios (アスクレピオス)                                                          | #43, 2008           | #11, 2009                                   | Toru Uchimizu                  |                       |
| Meister (マイスター)                                                                | #1, 2009            | #12, 2009                                   | Kaji Kimiya                    |                       |
| Kuroko no Basuke (黒子のバスケ)                                                     | #2, 2009            | #40, 2014                                   | Tadatoshi Fujimaki             | 30                    |
| Bokke-san (ぼっけさん)                                                              | #3, 2009            | #22-23, 2009                                | Yoshiyuki Nishi                |                       |
| Beelzebub (べるぜバブ)                                                              | #13, 2009           | #13, 2014                                   | Tamura Ryuhei                  | 28                    |
| Hoopmen (フープメン)                                                                | #14, 2009           | #31, 2009                                   | Kawaguchi Yukinori             |                       |
| Medaka Box (めだかボックス)                                                         | #24, 2009           | #22-23, 2013                                | Nisio Isin, Akira Akatsuki     |                       |
| Akaboshi: Ibun Suikoden (AKABOSHI -異聞水滸伝-)                                     | #25, 2009           | #49, 2009                                   | Yoichi Amano                   |                       |
| Anedoki (あねどきっ)                                                                | #32, 2009           | #7, 2010                                    | Mizuki Kawashita               |                       |
| Kagijin (鍵人-カギジン-)                                                            | #33, 2009           | #50, 2009                                   | Yasuki Tanaka                  |                       |
| Wasshoi! Waji Mania (わっしょい! わじマニア)                                        | #34, 2009           | #51, 2009                                   | Satoshi Wajima                 |                       |
| Hokenshitsu no Shinigami (保健室の死神)                                             | #41, 2009           | #29, 2011 (completo em Jump Next!)          | Sho Aimoto                     |                       |
| Super Dog Rilienthal (賢い犬リリエンタール)                                         | #42, 2009           | #23, 2010                                   | Daisuke Ashihara               |                       |
| Neko Wappa! (ねこわっぱ!)                                                           | #50, 2009           | #11, 2010                                   | Naoya Matsumoto                |                       |
| Shinseiki Idol Densetsu Kanata Seven Change (新世紀アイドル伝説 彼方セブンチェンジ) | #51, 2009           | #12, 2010                                   | Shuichi Aso                    |                       |

## 2010s

### 2010-2014
| Lock On! (ロックオン!, Rokku On)                                                             | #12, 2010 | #30, 2010                          | Kenta Tsuchida                          |    |           |                            |
| Kiben Gakuha, Yotsuya-senpai no Kaidan (詭弁学派、四ッ谷先輩の怪談)                          | #13, 2010 | #31, 2010                          | Haruichi Furudate                       |    |           |                            |
| Shōnen Shikku (少年疾駆)                                                                     | #25, 2010 | #40, 2010                          | Yuto Tsukuda                            |    |           |                            |
| SWOT (スウォット)                                                                            | #31, 2010 | #51, 2010                          | Naoya Sugita                            |    |           |                            |
| Ōmagadoki Dōbutsuen (逢魔ヶ刻動物園)                                                         | #32, 2010 | #19, 2011                          | Kohei Horikoshi                         |    |           |                            |
| Enigma (ǝnígmǝ【エニグマ】, Eniguma)                                                         | #41, 2010 | #47, 2011 (completa em Jump Next!) | Kenji Sakaki                            | 7  |           |                            |
| Light Wing (ライトウィング, Raito Wingu)                                                     | #42, 2010 | #12, 2011                          | Hideo Shinkai                           |    |           |                            |
| Dois Sol (ドイソル, Doi Soru)                                                                | #11, 2011 | #28, 2011                          | Katsutoshi Murase                       |    |           |                            |
| Märchen Ōji Grimm (メルヘン王子グリム, Meruhen Ōji Gurimu)                                   | #12, 2011 | #30, 2011                          | Kizuku Watanabe                         |    |           |                            |
| Magico (マジコ, Majiko)                                                                      | #13, 2011 | #31, 2012 (completo em Jump Next!) | Naoki Iwamoto                           |    |           |                            |
| Sengoku Armors (戦国ARMORS)                                                                  | #14, 2011 | #31, 2011                          | Shota Sakaki                            |    |           |                            |
| Kikai Banashi Hanasaka Ikkyū (奇怪噺 花咲一休)                                               | #23, 2011 | #38, 2011                          | Kenta Komiyama, Yuya Kawada             |    |           |                            |
| Stars (ST&RS -スターズ-, Sutāzu)                                                             | #30, 2011 | #20, 2012                          | Ryosuke Takeuchi, Masaru Miyokawa       |    |           |                            |
| Kagami no Kuni no Harisugawa (鏡の国の針栖川)                                                | #31, 2011 | #11, 2012                          | Yasuhiro Kanō                           |    |           |                            |
| Kurogane (クロガネ)                                                                          | #39, 2011 | #9, 2013                           | Haruto Ikezawa                          |    |           |                            |
| Nisekoi (ニセコイ)                                                                           | #48, 2011 | atual                              | Naoshi Komi                             | 25 |           |                            |
| Genson! Kodai Seibutsu-shi Packy (現存!古代生物史パッキー, Genson! Kodai Seibutsu-shi Pakkī) | #49, 2011 | #23, 2012                          | Retsu                                   |    |           |                            |
| Haikyū!! (ハイキュー!!)                                                                      | #12, 2012 | 20 de Julho de 2020                | Haruichi Furudate                       | 45 |           |                            |
| Pajama na Kanojo. (パジャマな彼女。)                                                         | #13, 2012 | #40, 2012                          | Kosuke Hamada                           |    |           |                            |
| Koisome Momiji (恋染紅葉)                                                                    | #23, 2012 | #51, 2012                          | Tsugiro Sakamoto, Tadahiro Miura        |    |           |                            |
| Saiki Kusuo no Psi-nan (斉木楠雄のΨ難, Saiki Kusuo no Sainan)                                | #24, 2012 | atual                              | 26 de Fevereiro de 2018                 | 25 |           |                            |
| Sensei no Bulge (戦星のバルジ, Sensei no Baruji)                                             | #25, 2012 | #41, 2012                          | Kohei Horikoshi                         |    |           |                            |
| Assassination Classroom (暗殺教室, Ansatsu Kyōshitsu)                                        | #31, 2012 | 19 de Março de 2016                | Yusei Matsui                            | 21 |           |                            |
| Takamagahara (タカマガハラ)                                                                  | #32, 2012 | #49, 2012                          | Juzo Kawai                              |    |           |                            |
| Retsu!!! Date Senpai (烈!!!伊達先パイ)                                                       | #41, 2012 | #10, 2013                          | Shinsuke Kondo                          |    |           |                            |
| Cross Manage (クロス・マネジ, Kurosu Maneji)                                                 | #42, 2012 | #34, 2013 (completa em Jump Next!) | Kaito                                   |    |           |                            |
| Hungry Joker (HUNGRY JOKER)                                                                  | #50, 2012 | #24, 2013                          | Yuki Tabata                             |    |           |                            |
| Shinmai Fukei Kiruko-san (新米婦警キルコさん)                                                | #51, 2012 | #25, 2013                          | Masahiro Hirakata                       |    |           |                            |
| Food Wars: Shokugeki no Soma (食戟のソーマ, Shokugeki no Sōma)                               | #52, 2012 | 21 de Junho de 2019                | Yuto Tsukuda, Shun Saeki, Yuki Morisaki |    |           |                            |
| Koisuru Edison (恋するエジソン, Koisuru Ejison)                                              | #10, 2013 | #35, 2013                          | Kizuku Watanabe                         |    |           |                            |
| World Trigger (ワールドトリガー, Wārudo Torigā)                                              | #11, 2013 | atual                              | Daisuke Ashihara                        | 23 |           |                            |
| Soul Catcher(S) (ソウル キャッチャーズ, Sōru Kyatchāzu)                                      | #24, 2013 | #31, 2014 (movido para Jump Next!) | Hideo Shinkai                           |    |           |                            |
| Mutō Black (無刀ブラック, Mutō Burakku)                                                      | #25, 2013 | #36, 2013                          | Daijiro Nonoue                          |    |           |                            |
| Smoky B.B. (スモーキーB.B., Sumōkī Bī Bī)                                                    | #26, 2013 | #41, 2013                          | Kenta Komiyama, Yuya Kawada             |    |           |                            |
| Jaco the Galactic Patrolman (銀河パトロール ジャコ, Ginga Patorōru Jako)                     | #33, 2013 | #44, 2013                          | Akira Toriyama                          | 1  |           |                            |
| Kurokuroku (クロクロク)                                                                      | #35, 2013 | #52, 2013                          | Atsushi Nakamura                        |    |           |                            |
| Hime-dol!! (ひめドル!!, Himedoru)                                                            | #36, 2013 | #52, 2013                          | Kazuro Kyo                              |    |           |                            |
| Hachi -Tokyo 23-ku- (HACHI -東京23宮-)                                                       | #42, 2013 | #12, 2014                          | Yoshiyuki Nishi                         |    |           |                            |
| Koi no Cupid Yakenohara Jin (恋のキューピッド 焼野原塵, Koi no Kyūpiddo Yakenohara Jin)      | #43, 2013 | #12, 2014                          | Tomohiro Hasegawa                       |    |           |                            |
| Isobe Isobee Monogatari: Ukiyo wa Tsurai yo (磯部磯兵衛物語〜浮世はつらいよ〜)               | #47, 2013 | atual                              | Ryo Nakama 4                            |    | #33, 2014 | Ryogo Narita, Yoichi Amano |
| Tokyo Wonder Boys (TOKYO WONDER BOYS, Tōkyō Wandā Bōizu)                                     | #14, 2014 | #24, 2014                          | Kento Shimoyama, Tsunehiro Date         |    |           |                            |
| Hinomaru Zumō (火ノ丸相撲)                                                                   | #26, 2014 | atual                              | Kawada                                  |    |           |                            |
| Boku no Hero Academia (僕のヒーローアカデミア, Boku no Hīrō Akademia)                        | #32, 2014 | atual                              | Kohei Horikoshi                         | 30 |           |                            |
| Mitsukubi Condor (三ツ首コンドル, Mitsukubi Kondoru)                                         | #33, 2014 | #49, 2014                          | Ryo Ishiyama                            |    |           |                            |
| Yoakemono (ヨアケモノ)                                                                       | #34, 2014 | #50, 2014                          | Yusaku Shibata                          |    |           |                            |
| Judos (ジュウドウズ, Jūdōzu)                                                                 | #41, 2014 | #8, 2015                           | Shinsuke Kondou                         |    |           |                            |
| Hi-Fi Cluster (ハイファイクラスタ)                                                           | #42, 2014 | #9, 2015                           | Ippei Goto                              |    |           |                            |
| Sporting Salt (スポーティングソルト)                                                         | #43, 2014 | #10, 2015                          | Yuto Kubota                             |    |           |                            |
| Takujō no Ageha (卓上のアゲハ)                                                               | #51, 2014 | #22-23, 2015                       | Itsuki Furuya                           |    |           |                            |
| E-Robot (E-ROBOT)                                                                            | #52, 2014 | #12, 2015                          | Ryohei Yamamoto                         |    |           |                            |

### 2015-atual
| Mangá | Primeira publicação     | Última publicação                 | Autor(es)/Autora(s) do mangá   | Quantidade de volumes |
| --- | ----------------------- | --------------------------------- | ------------------------------ | --------------------- |
| Dr. Stone | 6 de Março de 2017      | atual                             | Riichiro Inagaki, Boichi       | 21                    |
| Gakkyū Hōtei (学糾法廷)                                                                                        | #1, 2015                | #24, 2015 (completo em Jump Plus) | Nobuaki Enoki, Takeshi Obata   |                       |
| Kagamigami (カガミガミ)                                                                                        | #11, 2015               | #51, 2015                         | Toshiaki Iwashiro              |                       |
| Black Clover (ブラッククローバー)                                                                              | #12, 2015               | atual                             | Yuki Tabata                    | 29                    |
| Cyborg Roggy (改造人間ロギイ, Kaizō Ningen Rogii)                                                              | #13, 2015               | #24, 2015                         | Yu Miki                        |                       |
| Ultra Battle Satellite (Ultra Battle Satellite)                                                                | #14, 2015               | #31, 2015                         | Yusuke Utsumi                  |                       |
| Naruto Side Story: The Seventh Hokage and the Scarlet Spring (NARUTO外伝 七代目火影と緋色の花つ月)             | #22-23, 2015            | #32, 2015                         | Masashi Kishimoto              | 1                     |
| Straighten Up! Welcome to Shika High's Competitive Dance Club (背すじをピン!と ～鹿高競技ダンス部へようこそ～) | #24, 2015               | atual                             | Takuma Yokota                  |                       |
| Lady Justice (レディ・ジャスティス)                                                                            | #25, 2015               | #41, 2015                         | Ogino Ken                      |                       |
| Devily Man (デビリーマン)                                                                                      | #26, 2015               | #42, 2015                         | Kentaro Fukuda                 |                       |
| Best Blue (ベストブルー)                                                                                       | #33, 2015               | #52, 2015                         | Masahiro Hirakata              |                       |
| Mononofu (ものの歩)                                                                                            | #42, 2015               | atual                             | Haruto Ikezawa                 |                       |
| Samon-kun wa Summoner (左門くんはサモナー)                                                                     | #43, 2015               | atual                             | Shun Numa                      |                       |
| Buddy Strike (バディストライク)                                                                                | #51, 2015               | atual                             | Kaito                          |                       |
| Chainsaw Man                                                                                                   | 3 de Dezembro de 2018   | 14 de Dezembro de 2020            | Tatsuki Fujimoto               | 11                    |
| Jujutsu Kaisen                                                                                                 | 5 de Março de 2018      | atual                             | Gege Akutami                   | 16                    |
| Kimetsu no Yaiba                                                                                               | 15 de Fevereiro de 2016 | 18 de Maio de 2020                | Koyoharu Gotōge                | 23                    |
| Mashle: Magic and Muscles                                                                                      | 27 de Janeiro de 2020   | atual                             | Hajime Komoto                  | 7                     |
| Undead Unluck                                                                                                  | 20 de Janeiro de 2020   | atual                             | Yoshifumi Tozuka               | 7                     |
| Mission: Yozakura Family                                                                                       | 26 de Agosto de 2019    | atual                             | Hitsuji Gondaira               | 9                     |
| Me & Roboco | 6 de Julho de 2020      | atual                             | Shuhei Miyazaki                | 4                     |
| Act-Age | 22 de Janeiro de 2018   | 11 de Agosto de 2020              | Tatsuya Matsuki, Shiro Usazaki | 12                    |
| Magu-chan: God of destruction                                                                                  | 22 de Junho de 2020     | atual                             | Kei Kamiki                     | 4                     |
| Ayakashi Triangle                                                                                              | 15 de Junho de 2020     | atual                             | Kentaro Yabuki                 | 5                     |
| Sakamoto Days                                                                                                  | 21 de Novembro de 2020  | atual                             | Yuto Suzuki                    | 2                     |
| Shakunetsu no Nirai Kani (Hard-Boiled Cop and Dolphin)                                                         | 27 de Junho de 2020     | 21 de Junho de 2021               | Ryuhei Tamura                  |                       |
| Ao no Hako (Blue Box)                                                                                          | 12 de Abril de 2021     | atual                             | Koji Miura                     | 1                     |
| Yuragi-Sou no Yuuna-san                                                                                        | 8 de Fevereiro de 2016  | 8 de Junho de 2020                | Tadahiro Miura                 | 24                    |
| We Never Learn                                                                                                 | 6 de Fevereiro de 2017  | 21 de Dezembro de 2020            | Taishi Tsutsui                 | 21                    |
| Samurai 8 | Maio de 2019            | Março 2020                        | Masashi Kishimoto,Akira Okubo  | 5                     |
| Yakusoku no Neverland                                                                                          | 1 de Agosto de 2016     | 14 de Junho de 2020               | Kaiu Shirai, Posuka Demizu     | 20                    |
| Moriking | 13 de Abril de 2020     | 18 de Janeiro de 2021             | Tomohiro Hasegawa              |                       |
| Phantom Seer                                                                                                   | 31 de Agosto de 2020    | 5 de Abril de 2021                | Togo Goto, Kento Matsuura      |                       |
| Agravity Boys                                                                                                  | 9 de Dezembro de 2019   | 4 de Janeiro de 2021              | Atsushi Nakamura               | 5                     |
| Time Paradox Ghostwriter                                                                                       | 18 de maio de 2020      | 30 de Agosto 2020                 | Kenji Ichima, Tsunehiro Date   | 2                     |
| Build King | 16 de Novembro de 2020  | 12 de Abril de 2021               | Mitsutoshi Shimabukuro         | 2                     |
| The Elusive Samurai                                                                                            | 25 de Janeiro de 2021   | atual                             | Yūsei Matsui                   | 2                     |
| Burn The Witch                                                                                                 | 24 de Agosto de 2020    | atual                             | Tite Kubo                      | 1                     |